# Tussenschot
Een tussenschot is de wand tussen twee hokjes van een meerhokkig – uit twee of meer vergroeide vruchtbladen ontstaan – vruchtbeginsel van bedektzadigen.
Een tussenschot kan ook voorkomen bij schimmels; Dit septum is een interne celwand waarmee de cellen van een schimmel van elkaar worden gescheiden en bestaat uit chitine.